# Hakuou
Le Hakuou (はくおう, Hakuou) est un ferry rapide appartenant à la compagnie japonaise Shin Nihonkai Ferry et affrété par le ministère de la Défense japonais. Construit entre 1995 et 1996 aux chantiers IHI de Tokyo, il portait à l'origine le nom de Suzuran (すずらん, Suzuran). Mis en service en juin 1996 sur les liaisons entre les îles d'Honshū et d'Hokkaidō, il était à l'époque le navire le plus rapide du Japon. Remplacé en 2012 par le nouveau Suzuran, il est affrété par le ministère de la Défense qui l'emploie à présent pour la logistique d'opérations militaires.

## Histoire

### Origines et construction
Au début des années 1990, la compagnie Shin Nihonkai Ferry poursuit le renouvellement de sa flotte amorcé dans les années 1980. En 1993, une baisse drastique du coût du combustible encourage la compagnie à se doter d'unités plus rapides. Après les Ferry Azalea et Ferry Shirakaba mis en service en 1994 sur la ligne Niigata - Otaru, Shin Nihonkai lance la construction de deux nouveaux navires destinés à remplacer les New Suzuran et New Yūkari entre Tsuruga et Otaru.
La conception des futurs navires, baptisés Suzuran et Suisen, tranche quelque peu avec celle de leurs prédécesseurs. Ces navires sont pensés pour atteindre des vitesses élevées malgré leur taille imposante. Pour ce faire, leur largeur est significativement réduite par rapport aux autres navires, ce qui donne à la coque une forme plus effilée, leur permettant de naviguer plus vite. Le choix de l'appareil propulsif est arrêté sur deux moteurs semi-rapides Pielstick développant une puissance de 47 660 kW. La capacité d'emport est réduite en comparaison au New Suzuran et au New Yūkari avec 500 passagers et 80 véhicules, de même que la capacité de roulage qui est réduite à 122 remorques. Les installations intérieures sont conçus de manière similaire à celles des Ferry Azalea et Ferry Shirakaba, offrant ainsi un confort supérieur par rapport aux New Suzuran et New Yūkari.
À l'instar des précédents navires, la construction des futures unités est confiée aux chantiers IHI de Tokyo. Le Suzuran est mis sur cale le 6 mars 1995 et lancé le 12 juillet. Après environ dix mois de finitions, il est livré à Shin Nihonkai le 30 mai 1996. Le Suzuran et le Suisen sont les premiers navires à arborer les nouvelles couleurs de la compagnie avec le logo inscrit sur la coque accompagné de bandes à dominantes bleues remplaçant la traditionnelle bande verte.

### Service

#### Shin Nihonkai Ferry (1996-2012)

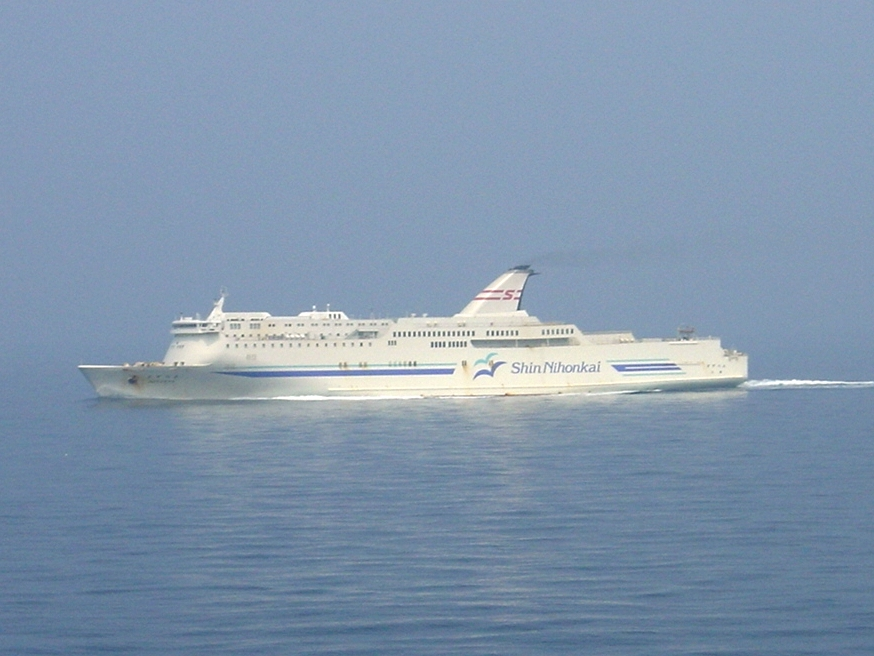
Le Suzuran en navigation entre Tsuruga et Tomakomai.

Le Suzuran est mis en service le 11 juin 1996 entre Tsuruga et Otaru. Son sister-ship le Suisen est lui aussi mis en service le même jour. En mai 1997, le Suzuran est le premier ferry à recevoir le prix de «navire de l'année» décerné par la Shipbuilding Society of Japan.
À partir de 2002, le port d'arrivée de la ligne de Tsuruga est déplacé à Tomakomai, au sud de Sapporo.
Le 28 octobre 2003 dans la soirée, le navire est victime d'une avarie au niveau du moteur bâbord alors qu'il vient de quitter Tomakomai. Après plusieurs tentatives de réparations de la part de l'équipage, la décision est prise de faire demi tour, le Suzuran regagne ainsi Tomakomai par ses propres moyens en ne fonctionnant que sur son unique moteur tribord.
Le 1er août 2006, un homme décède, renversé par une remorque durant les opérations de chargement du navire alors que celui-ci se trouve à Tsuruga. La faute sera imputée à l'officier responsable des opérations commerciales qui ne gérait pas correctement la sécurité du personnel.
Remplacé par le nouveau Suzuran en 2012, le navire est retiré du service le 19 juin. Désarmé à Aioi, le Suzuran est ensuite affrété par le ministère de la Défense japonais.

#### Ministère de la Défense du Japon (depuis 2012)
Converti en navire de transport de troupes et de matériel, le Suzuran réalise sa première mission en décembre 2012 durant laquelle il achemine des troupes sur l'île d'Ishigaki-jima en raison d'essais balistiques nord-coréens dans la zone. Peu après, le navire est rebaptisé Hakuou et voit sa coque repeinte en noir.
Au moment du test de lancement de missile effectué par la Corée du Nord le 7 février 2016, l'utilisation du Hakuou est un temps envisagée pour convoyer des troupes de la Force terrestre d'autodéfense japonaise vers les îles d'Ishigaki-jima et de Miyako. L'opération sera cependant annulée.
Le 20 avril 2016, le Hakuou achemine des troupes de la Force terrestre d'autodéfense japonaise vers la préfecture de Kumamoto qui a été touchée par une série de séismes. Le navire s'amarre alors au port de Yatsushiro afin d'héberger les sinistrés. Entre le 23 avril et le 29 mai, 2 600 personnes seront hébergées à bord.
Il remplira également ce rôle entre juillet et août 2018 après les inondations ayant touché les préfectures d’Ehime, Hiroshima, Kyoto, Kōchi, Gifu et Okayama. Le Hakuou servira d'hôtel flottant à Mihara, Kurashiki et Tamano.
En février 2020, en raison de l'épidémie de Covid-19, le navire est employé comme centre de quarantaine pour les rapatriés japonais venant des pays à risques tels que la Chine ou la Corée du Sud.

## Aménagements
Le Hakuou possède 8 ponts. Si le navire s'étend en réalité sur 10 ponts, deux d'entre eux sont inexistants au niveau des garages afin de permettre au navire de transporter du fret. Durant sa carrière civile, la numérotation commerciale des ponts débute à partir du pont garage inférieur (correspondant au pont 1). Les locaux passagers occupent les ponts 3, 4 et 5 tandis que l'arrière du pont 3 est consacré à l'équipage. Les ponts 1, et 2 et 3 abritent quant à eux les garages.

### Locaux communs
Les installations à l'époque du Suzuran se situaient pour la plupart à l'arrière du pont 4. Les passagers avaient à leur disposition un restaurant, un grill, un café ainsi qu'un espace extérieur. 
Parmi les installations se trouve :
- Le café du navire situé à la poupe du côté tribord ;
- Le restaurant Tricolor : restaurant du navire situé au milieu du côté tribord ;
- Le grill Salon De Rose : situé à bâbord au niveau de la promenade interne ;
- Le salon Blue Adriatic : situé à l'avant au pont 3, offre une vue sur la navigation.

En plus de ces principaux aménagements, le navire proposait également plusieurs espaces fumeurs, deux bains publics (appelés sentō), l'un pour les hommes, l'autre pour les femmes à bâbord, une boutique, une salle de jeux vidéos ainsi qu'un bains à remous à l'extérieur à l'arrière du pont 4.
La disposition actuelle des installations n'est pas connue.

### Cabines
À bord du Suzuran, les cabines étaient réparties en quatre catégories selon le niveau de confort. Ainsi, le navire était équipé de quatre suites d'une capacité de deux personnes, 20 cabines luxe à deux de catégorie B, 26 cabines standards de catégorie B à deux, 39 à quatre et 5 à trois, 5 dortoirs à 16, 5 à 20, un à 16 et un à 18.

## Caractéristiques
Le Hakuou mesure 199,50 mètres de long pour 25 mètres de large, son tonnage est de 17 345 UMS (ce qui n'est pas exact, le tonnage des car-ferries japonais étant défini sur des critères différents). Il pouvait, dans sa configuration civile, embarquer 515 passagers et possède un spacieux garage pouvant embarquer 122 remorques et 80 véhicules. Le garage est accessible par l'arrière au moyen d'une porte rampe latérale à tribord au niveau du garage inférieur et d'une rampe axiale. La propulsion du Hakuou est assurée par deux moteurs diesel Diesel United-SEMT Pielstick 18PC4-2B développant une puissance de 47 660 kW entrainant une hélices à pas variables faisant filer le bâtiment à la vitesse de 29 nœuds. Il est en outre doté d'un propulseur d'étrave, de deux propulseurs arrière ainsi qu'un stabilisateur anti-roulis. Les dispositifs de sécurité sont essentiellement composés de radeaux de sauvetage mais aussi d'une embarcation semi-rigide de secours.

## Lignes desservies
Pour le compte de Shin Nihonkai Ferry, le Suzuran a assuré de 1996 à 2002 les liaisons entre Tsuruga et Otaru, puis entre Tsuruga et Tomakomai jusqu'en 2012. 
Le navire assure à présent des opérations de transports de troupes et de matériel pour le ministère de la Défense du Japon.